# 雑司が谷隧道

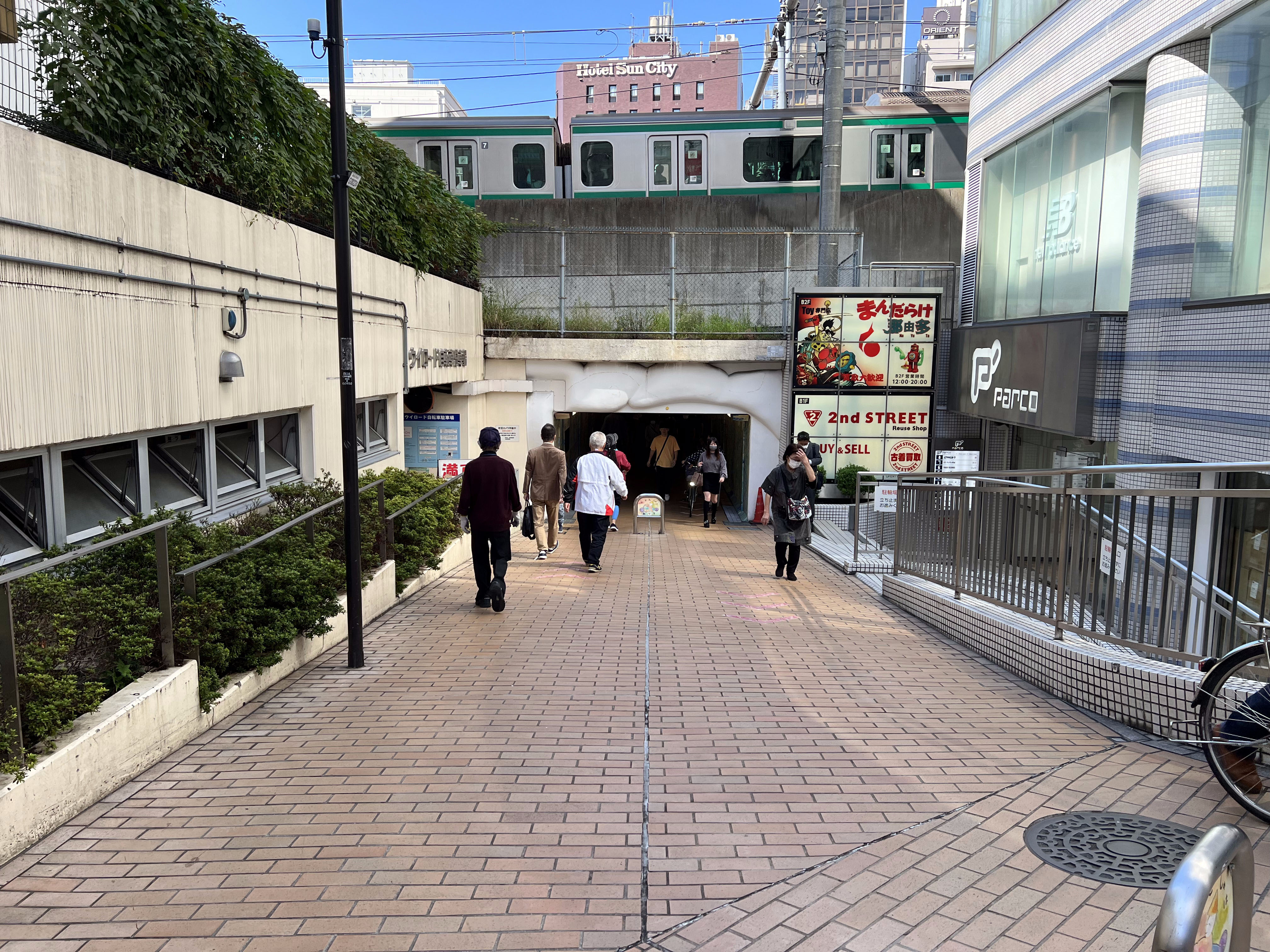
東側

雑司が谷隧道（ぞうしがやずいどう）は、東京都豊島区の池袋駅北端に接する歩行者専用トンネル（隧道）・鉄道橋で、愛称は「WE ROAD：ウイ・ロード」。鉄道橋としての名称は雑司ヶ谷ガードである。
東口北側のパルコ前と北口周辺を結んでいて、開通は1925年（大正14年）。
古くから雑司が谷・池袋・板橋宿を結んでいた雑司ヶ谷道（高田道）の途中にあるために、雑司が谷隧道と命名された。
1986年（昭和61年）2月に改修され、愛称も地元商店街振興組合の協力により、この時に命名された。

## 概要
上部の鉄道は、東武東上本線と、東日本旅客鉄道（JR東日本）の山手線・埼京線・湘南新宿ラインが通っている。
その下部トンネルは、長さ77メートル、幅3.6メートル、高さ2.1メートル。 豊島区の中核である池袋は、池袋駅の東西連絡路が少ない。特に自転車利用者にとって、駅南のびっくりガードと並び、池袋駅の北口・西口と東口とを結ぶ重要な連絡通路となっている。
歩行者専用通路であるが、実際には乗用車の通行が可能な幅員とスロープを備えている。災害時等の緊急車輌通過を想定したとも見られるが、高さが2m程度しかない為、消防車は勿論、救急車も利用出来ない。
内部はタイル張りで入口上に愛称の、トンネル中程に隧道名のプレートが設置されている他、西側には壁画も描かれており、公衆便所も整備されている。東口側にはParco地階の出入り口が連絡していて、区営駐輪場が設置されている。
歩道の排水と照明は、区が管理している。
昼夜を問わず、人の往来が非常に多く、大道芸人・ストリートミュージシャンの演芸も見られる等、単なる通路ではない名所となっている。
老朽化による水漏れが生じる等してイメージが良くない事もあり、1日平均の通行人数（約3万人）の内、女性は平日では23％に留まる。豊島区は約3億6000万円を投じて改修に着手。天井画や自転車からの降車を促す車止めの設置、監視カメラの増設、滑りにくい路面の採用等を進めている。 
かつては「ションベンガード」とも呼ばれていた。1985年に、改修工事が行なわれ、「ウイロード」と名付けられた。2017年に、改修事業が始まり、区側から植田志保に当初、壁面の作品の製作が依頼されたが、植田は壁面に直接に描きたいと申し出て、再生プロジェクト「1000万のたましいを呼び醒ます『色のすること』～ Tour of WE ROAD」が始動した。2018年3月8日に、池袋駅前仮設アトリエで天井パネル描画制作が開始され、5月31日に、天井パネル画45枚が完成し、7月からは天井、壁面への直接描画が始まっている。公開制作は、月曜日から土曜日、9時から17時頃、11月中旬頃までの予定。

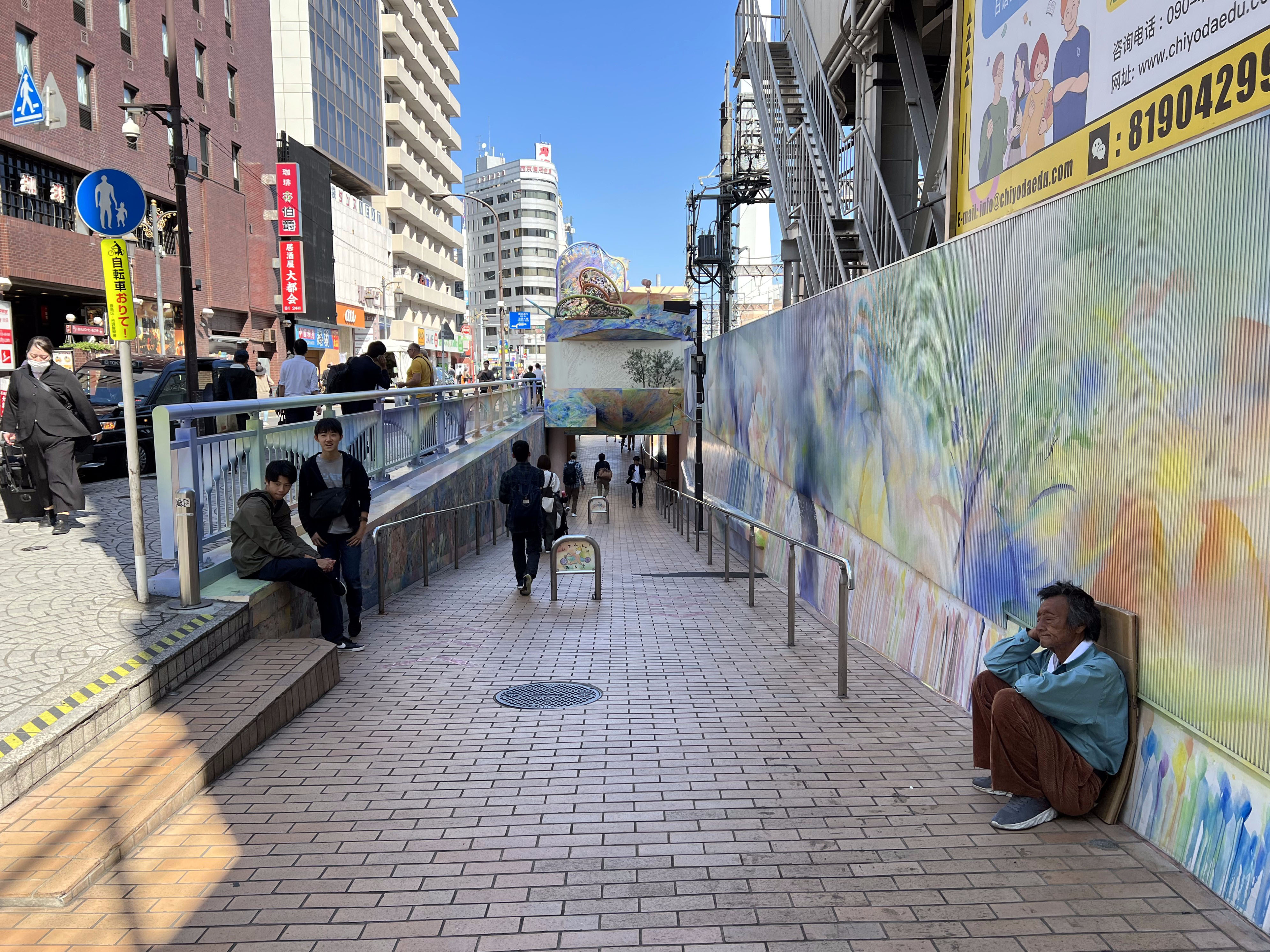
西側

## 特色
- 通称のウイロードは「W（西口）E（東口）との通路」[3]「多くの人が通る、私たちの道」等、多くの意味を持っている。
- 自転車やバイクに乗ったまま進入する者もあり、過去にテレビ放送で取り上げられていた。区では通路内に保安係要員を配置し、また、注意放送をする等している。
- 改修前は薄暗く、ホームレスが多く屯していたという。